# Haast-ørne
Haast-ørne (Hieraaetus moorei) er en gruppe af uddøde ørne der engang holdt til på Sydøen i New Zealand, kulturelt defineret som poukaier indenfor maori-mytologi. Det er den største ørneart, man med sikkerhed ved har eksisteret, med en anslået vægt på 15 kg, sammenlignet med harpy-ørnens 9 kg. Dens størrelse kan forklares ud fra en tilsvarende evolutionær udvikling af byttedyrets størrelse, i dette tilfælde den strudse-lignende moa, hvoraf de største eksemplarer kunne veje op til 230 kg. Haast-ørnen uddøde omkring år 1400, efter at indfødte stammers omfattende jagt førte til moaens udryddelse.

## Klassificering
Haast-ørnen blev første gang klassificeret af Julius von Haast i 1871 fra knoglelevn opdaget af Canterbury Museum-konservator, Frederick Richardson Fuller, efter undersøgelser i en tidligere mose. Haast navngav ørnen Harpagornis moorei efter George Henry Moore, ejeren af Glenmark Estate, hvor fuglens knogler var blevet fundet. Slægtens navn kommer af det græske harpax der betyder "gribekrog", og ornis der betyder "fugl".
DNA-analyser viste senere, at denne fugl er tættest forbundet med den meget mindre australske dværgørn samt den musvågelignende dværgørn og ikke, som tidligere antaget, til den store kilehaleørn. Harpagornis moorei blev derfor omklassificeret til Hieraaetus moorei.
H. moorei vurderes at have udviklet sig væk fra disse mindre ørne så sent som for 1,8 millioner til 700.000 år siden. Hvis dette skøn er korrekt, er dens vægtforøgelse med ti til femten gange en usædvanlig hurtig vægtforøgelse. Den vurderede stigning i haast-ørnens gennemsnitlige vægt i denne periode ville derfor udgøre den største, hurtigste evolutionære stigning i gennemsnitsvægten af alle kendte hvirveldyrarter. Dette blev til dels muliggjort af tilstedeværelsen af store byttedyr, dels fraværet af konkurrence fra andre store rovdyr. Et nyere i studie i mitokondrielt DNA fandt, at arten var tættere knyttet til den australske dværgørn end til den afrika-eurasiske dværgørn, med en anslået tidsafvigelse fra den australske på omkring 2,2 millioner år.

## Beskrivelse
Haast-ørnen var en af de største kendte sande kødædere. I længde og vægt var den endnu større end de største levende gribbe. Endnu en kæmpeørn fra fossilerne, woodward-ørnen, er fundet i de senere år og er fortsat på undersøgelsesstadiet, men var formentlig haast-ørnens lige, når det gælder fuglens samlede længde. Hunnerne var betydeligt større end hannerne, idet de fleste skøn placerer dem i vægtklassen 10-15 kg mod hannernes omkring 9-12 kg.
En sammenligning med levende ørne i den australasiatiske region resulterede i et anslået estimat for haast-ørne på 11,5 kg for hanner og 14 kg for hunner. En kilde anslår, at de største hunner måske har vejet mere end 16,5 kg. De største havørne, hvoraf ingen er målt til mere end 9 kg i vild tilstand, er omkring fyrre procent mindre i kropsstørrelse end haast-ørne.
Den havde et relativt kort vingefang for sin størrelse. Det anslås, at den voksne hun typisk strakte sig over op til 2,6 m - muligvis op til 3 m i nogle få tilfælde. Dette vingefang svarer stort set til et større udvalg af størrelsen hos hunner hos nogle nulevende ørne: kilehaleørne (Aquila audax), kongeørne (A. chrysaetos), kampørne (Polemaetus bellicosus), havørne (Haliaeetus albicilla) og stellers havørne (Haliaeetus pelagicus) er alle kendt for at overstige 2,5 m i vingefang. Flere andre af de største forhistoriske gribbe overstiger sandsynligvis også Haast-ørnen i gennemsnitligt vingefang, men ikke i vægt.
Korte vinger kan have hjulpet haast-ørnene, når de har jaget i den tætte kratskov og de øvrige skove i New Zealand. Haast-ørnen er undertiden fejlagtigt blevet fremstillet som havende udviklet sig i retning af flyveløse fugle, men dette er ikke tilfældet, da den i så fald ville have fløjet langsomt; den fløj i stedet meget hurtigt. I stedet repræsenterer den en afvigelse fra forfædrenes fugleflugt for at tilpasse sig et tæt skovmiljø, og arten havde sandsynligvis meget brede vinger.
De fundne vinge- og benrester af haast-ørne kan tåle en direkte sammenligning med levende ørne. Harpyørnen (Harpia harpyja), abeørnen (Pithecophaga jefferyi) og Stellers havørn (Haliaeetus pelagicus) er de største og mest kraftfulde nulevende ørne, og de to første har også et tilsvarende reduceret vingefang, der er tilpasset skoven som leveområde. En underdel af næbbet fra en haast-ørn målte 11,4 cm, og fodrodsknoglerne i flere ørnefossiler indenfor arten er målt fra 22,7-24,9 cm. Til sammenligning er de største ørnes næb i dag (fra abeørnen og Stellers havørn) en smule længere end 7 cm, og de længste fodrodsmålinger (fra abeørnen og papuatopørnen) topper med omkring 14 cm.
Kløerne på haast-ørnen var af samme længde som harpyørnens, med en forreste venstre hællængde på 4,9-6,15 cm og en klo på muligvis op til 11 cm. Abeørnen er sammenlignelig med haast-ørnen, fordi den også udviklede sig i et ø-miljø fra mindre forfædre (tilsyneladende almindelige slangeørne) til såkaldt ø-kæmpevækst i mangel af store kødædende pattedyr og andre konkurrerende rovdyr. Haast-ørnens kløer ligner moderne ørnes, hvilket tyder på, at den brugte sine kløer til jagt og ikke til flåning af ådsler.
Disse ørnes stærke ben og massive flyvemuskler ville have gjort det muligt for fuglene at tage afsted med en hoppende start fra jorden, på trods af deres store vægt. Halen var med stor sandsynlighed lang, over 50 cm i prøver fra hunner, og meget bred. Haleformen kompenserer for det reducerede vingefang ved at give yderligere opdrift. Den samlede længde skønnes at have været op til 1,4 m hos ørnehunner, med en stående højde på ca. 90 cm eller måske en smule større.
Hulemalerier skildrer haast-ørnen med et blegt hoved. Kombineret med sin grib-lignende ædeadfærd kunne dette tyde på, at den havde et skaldet hoved eller havde kortere fjer på hovedet end på andre steder af kroppen. Dette er dog usikkert; de skaldede gribbelignende hoveder synes snarere at have udviklet sig som følge af temperaturregulering, i hvert fald delvist, og ådselsfugle i koldere klimaer som f.eks. den sydatlantiske mallemuk har ofte fuldt fjerede hoveder. Som fast beboer i en kølig tempereret skov ville haast-ørnen have haft mindre behov for temperaturregulering end en større tropisk grib.

## Adfærd
Haast-ørnen levede af store flyveløse fuglearter, deriblandt moa, som havde en størrelse på op til femten gange ørnens vægt. Dens store næb kunne også bruges til at trænge ind i de indre organer af byttet, og døden indtrådte derefter som følge af blodtab. På grund af fraværet af andre store rovdyr eller kleptoparasitter kunne en haast-ørn nemt have eneretten over et enkelt stort byttedyr i adskillige dage.
En forskningsanalyse fra 2021 viste, at mens haast-ørnens næb var rovfuglelignende, var dens adfærd funktionelt tættere på andeskondorens end på andre ørnes. Dette tyder på, at selve indtagelsen af byttet, efter drabet, mere ligner gribbenes måde at kaste hovedet ind i byttets hulrum for at fortære de vitale organer i en fart. Dette kan have været en tilpasning som følge af konkurrence med andre rovdyr tilbage i tiden, der har været meget større end den selv.

## Ørnens uddøen
Indtil den nylige europæiske kolonisering, der indførte gnavere og katte, var det eneste landpattedyr, der blev fundet på øerne i New Zealand, tre arter af flagermus. Fugle optog eller dominerede alle større fødekædenicher i New Zealands samlede økosystem. Moaer var græssere og lignede funktionelt hjorte eller kvæg på andre levesteder, og haast-ørne var jægere, der udfyldte den samme niche som pattedyr i toppen af fødekæden, for eksempel tigre eller løver.
En undersøgelse anslog den samlede bestand til et sted mellem 3.000 til 4.500 ynglepar, så haast-ørnen ville have været meget sårbar over for ændringer i antallet af moaer.
De tidligste bosættere i New Zealand (maoriernes forfædre), ankom omkring år 1280 og jagede de store flyveløse fugle, herunder alle moaarter, og bragte dem til sidst til udryddelse omkring år 1400. Tabet af sit primære bytte fik haast-ørnen til at uddø på omtrent samme tid.
En kendt opdagelsesrejsende og landmåler, Charles Edward Douglas, hævder i sine tidsskrifter, at han havde et møde med to rovfugle af enorm størrelse i Landsborough Rivers floddal (sandsynligvis i løbet af 1870'erne), og at han skød og spiste dem; men det kan have været newzealandske rørhøge.

## Forholdet til mennesker
Nogle mener, at disse fugle er beskrevet i mange legender i maori-mytologien, under navnene Poukai, hokioi eller hakawai. Ifølge en beretning givet til Sir George Grey, en tidlig guvernør i New Zealand, var hokioi store sort-hvide fugle med en rød kam og gul-grønne farvede vingespidser. I nogle maori-legender dræber pouakai mennesker, som forskere mener kunne have været muligt, hvis det har drejet sig om børn i forbindelse med haast-ørnen i betragtning af fuglens massive størrelse og styrke. Selv mindre kongeørne er i stand til at dræbe byttedyr så store som sikahjorte eller bjørneunger. Det er dog også blevet hævdet, at hakawai og hokioi-legenderne omhandler en afart af aucklandbekkasinen, især de uddøde sydøarter.
Et kunstværk, der forestiller haast-ørne, kan nu ses på OceanaGold's Heritage and Art Park i Macraes, Otago, New Zealand. Skulpturen, der vejer cirka 750 kg og er 7,5 m høj med et afbildet vingefang på 11,5 m, er konstrueret i rustfrit stål (rør/plader) og blev designet og konstrueret af Mark Hill, en billedhugger fra Arrowtown, New Zealand.